# Weeds & Flowers〜最後の国境〜
「Weeds & Flowers〜最後の国境〜」（ウィーズ アンド フラワーズ さいごのこっきょう）は、UP-BEATの12枚目のシングルである。
5枚目のアルバム『Weeds & Flowers』からのシングルカット。

## 収録曲
| 全作詞: 広石武彦、全作曲: 広石武彦・UP-BEAT、全編曲: UP-BEAT・ホッピー神山。 |                                   |          |                   |      |
| #                                                                            | タイトル                          | 作詞     | 作曲・編曲        | 時間 |
| 1.                                                                           | 「Weeds & Flowers〜最後の国境〜」 | 広石武彦 | 広石武彦・UP-BEAT | 6:13 |
| 2.                                                                           | 「Wall Song」(RE-MIX VERSION)     | 広石武彦 | 広石武彦・UP-BEAT | 4:32 |